# Louis Mapou
Louis Mapou (tribu d'Unia, Yaté, Nova Caledònia, 14 de novembre de 1958) és un polític independentista canac de Nova Caledònia, militant del Partit per l'Alliberament Canac (Palika) i president del grup parlamentari Unió Nacional per la Independència al Congrés de Nova Caledònia. El 8 de juliol de 2021 fou investit 10è president del govern de Nova Caledònia -i de la 17a legislatura governamental-, càrrec que mai abans havia desenvolupat un canac ni tampoc un independentista.

## Trajectòria
És pare de quatre nens i té per germà gran a Raphaël Mapou, una altra figura rellevant de l'independentisme canac. Mapou va començar a militar als primers moviments independentistes d'esquerra canac quan era estudiant del liceu al començament dels anys 1970, sobretot en el Grup 1878 d'Élie Poigoune, que va ser una de les organitzacions que l'any 1975 va acabar creant el Partit per l'Alliberament Canac (Palika). Va seguir els estudis cursant Geografia humana a Nantes, i a continuació a París. Amb els seus treballs sobre el reajustament territorial a Nova Caledònia va contribuir especialment a l'Oficina de Recerca Científica i Tècnica d'Ultramar (ORSTOM), coneguda des de 1998 com a Institut de Recerca per al Desenvolupament (IRD). Després dels seus estudis, va entrar a l'Agència de Desenvolupament Rural i Planificació Territorial i en va ser el director general entre 1998 i 2005. En acabat, entre 2005 i 2014, va ser administrador de l'empresa Eramet, president del consell de direcció de l'empresa minera Koniambo Nickel i director de Sofinor.
En el camp de la representació política institucional, va ser regidor del municipi de Païta entre 1989 i 1995, càrrec que va tornar a exercir des de 2020. Així mateix, des de 2014 també esdevé càrrec electe al Congrés de Nova Caledònia per la circumscripció de la de la província del Sud. L'any 2017 es va presentar a les eleccions legislatives de Nova Caledònia com a únic candidat del Front d'Alliberament Nacional Canac Socialista (FLNKS) per a la segona circumscripció de l'illa major i va obtenir el millor resultat, en primera volta, amb un total del 30,08% dels escrutinis. No obstant això, en segona volta, va perdre la majoria enfront del diputat sortint Philippe Gomès, amb un 45,05% dels sufragis vàlids.